# Gimnomera tibialis
Gimnomera tibialis är en tvåvingeart som först beskrevs av Malloch 1919.  Gimnomera tibialis ingår i släktet Gimnomera och familjen kolvflugor. Inga underarter finns listade i Catalogue of Life.